# Postlagernd

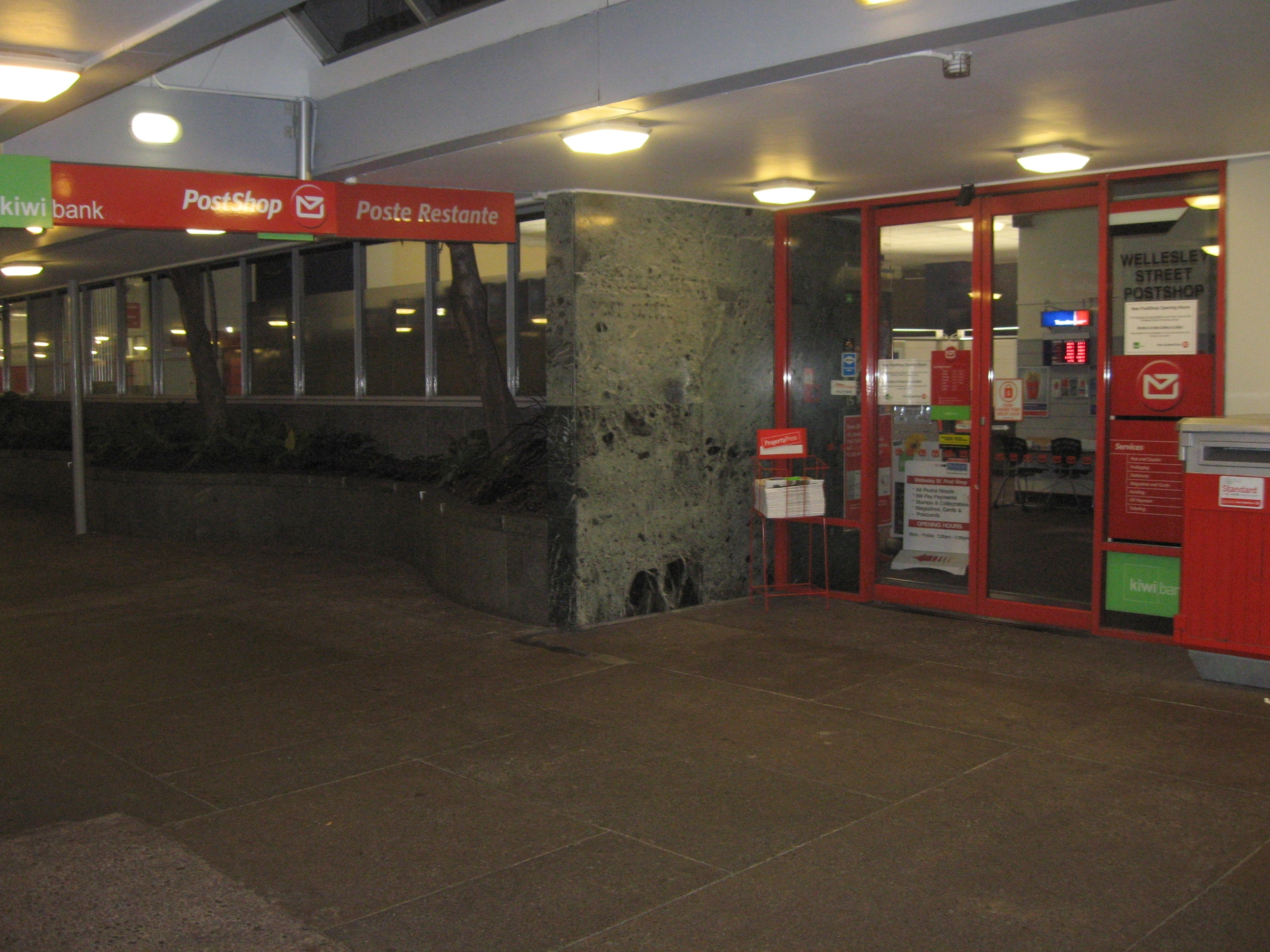
Postlagerservice in einem Postshop in Auckland, Neuseeland

Postlagernd ist die deutsche Bezeichnung für den im internationalen Postverkehr gebräuchlichen Begriff poste restante. Sie bezeichnet die Möglichkeit, Postsendungen an den Postempfänger nicht persönlich zuzustellen oder in seinen Hausbriefkasten einzulegen, sondern in einer Postfiliale zu lagern, bis sie vom Postempfänger abgeholt werden.

## Verfügbarkeit der Dienstleistung
Die Möglichkeit, etwas postlagernd zu versenden, ist grundsätzlich bei allen Postfilialen in allen Mitgliedsländern des Weltpostvereines möglich. Früher war dies die gängige Möglichkeit für Reisende, sich ihre Post zukommen zu lassen, wenn keine genaue Adresse auf der Reiseroute bekannt war.

## Postlagernd in Deutschland
DHL bzw. die Deutsche Post AG postlagerten bis August 2012 nur Briefe, aber keine Paketsendungen von deutschen Absendern. Stattdessen gibt es in größeren Städten die Packstationen. Seit September 2012 kann man sich Paketsendungen auch an ausgewählte Postfilialen liefern lassen. Aufgrund der Mitgliedschaft im Weltpostverein ermöglicht die Post die Lagerung von Briefen und Paketen aus dem Ausland. Eine Lagerung ist nur in ausgewählten Filialen möglich.

### Beschriftung
Die Beschriftung des Adressfeldes erfolgt nach folgendem Muster:
Max Mustermann oder Kennwort

POSTLAGERND

Musterstraße

12345 Musterstadt

Musterland
Dabei muss die Adresse der gewünschten Postfiliale angegeben werden, keine Privatadresse.
Zu empfehlen ist – obwohl nicht vorgeschrieben – die Verwendung einer zusätzlichen Zeile nach dem Namen/Kennwort, in der der Name bzw. eine andere Bezeichnung der Postfiliale (mit c/o vorangestellt), vermerkt ist. Daraus ergäbe sich beispielsweise:
Empfängername oder Kennwort

c/o Postfiliale 1587

POSTLAGERND

Musterstr. 5

12345 Musterstadt

Musterland
Wegen der teilweise geringen Bekanntheit des Verfahrens bei vielen Postfilialen wird empfohlen, zuvor bspw. telefonisch mit der Empfänger-Postfiliale Kontakt aufzunehmen, um die Gefahr einer Rücksendung durch die Postfiliale zu minimieren.

### Hilfreiche Nutzung für Menschen ohne festen Wohnsitz
In Deutschland sich befindende Menschen werden insbesondere bei Behördenangelegenheiten (Anträge, Klagen, uvm.) nach einer Anschrift gefragt oder sind sogar vom Gesetz her verpflichtet, eine anzugeben. Da Menschen, die keine Anschrift haben, auch keine nennen können, liegt eine Unmöglichkeit vor. In solchen Fällen haben Menschen die Möglichkeit, sich Behördenpost postlagernd zustellen zulassen.

Zitat Landessozialgericht Baden-Württemberg, Urteil vom 13. September 2023 – L 8 R 1970/22 –
Ausnahmen von der Pflicht, die Anschrift zu nennen, können im Lichte des Grundrechts auf effektiven Rechtsschutz nach den Umständen des Einzelfalls nur anerkannt werden, wenn dem Betroffenen dies aus schwerwiegenden beachtenswerten Gründen unzumutbar ist (vgl. Bundessozialgericht [BSG], Beschluss vom 18.11.2003 – B 1 KR 1/02 S – juris, Rn. 8). Hierzu zählt insbesondere Obdachlosigkeit (vgl. BVerwG, Beschluss vom 14.02.2012 – 9 B 79/11, 9 VR 1/12 – juris, Rn. 11 m.w.N.; LSG Baden-Württemberg, Urteil vom 10.05.2016 – L 9 AS 5116/15 – juris, Rn. 23). Im vorliegenden Fall hat der Kläger dargelegt, dass er seit vielen Jahren obdachlos ist und durchgehend ohne festen Wohnsitz in einem Auto auf wechselnden Stellplätzen lebt. Der Senat sieht keinen Anlass, an der Richtigkeit dieser Angaben zu zweifeln.
Eine förmliche Zustellung, umgangssprachlich oftmals „gelber Brief“ genannt, ist postlagernd nicht möglich, da eine Postlagernd-Anschrift keine sogenannte „ladungsfähige Anschrift“ darstellt. Da aber eine solche ladungsfähige Anschrift nicht existiert, muss der Brief seitens der Behörde als gewöhnliche Briefpost an die ladungsfähige Anschrift verschickt werden. Durch den Adresszusatz „Postlagernd“ oder „poste restante“ wird dies dem Behördenmitarbeiter bekannt gegeben. Zitat Landessozialgericht Baden-Württemberg, Urteil vom 13. September 2023 – L 8 R 1970/22 –
Gegenüber einem obdachlosen Verfahrensbeteiligten obliegt dem Gericht eine gesteigerte Prozessfürsorgepflicht (vgl. BFH, Beschluss vom 25.02.2016 – X S 23/15 (PKH) – juris, Rn. 20). Es hat daher für die Zustellung eines Schriftstücks einen Weg zu wählen, auf dem am ehesten damit gerechnet werden kann, dass der Beteiligte tatsächlich davon Kenntnis erhält (vgl. BFH, Beschluss vom 25.02.2016, Rn. 21). Ist der Obdachlose postalisch lediglich über die Anschrift einer Beratungsstelle erreichbar, nimmt diese aber keine förmlichen Zustellungen entgegen, muss das Gericht förmlich zuzustellende Schriftstücke zumindest zusätzlich auch mit einfachem Brief an die Anschrift der Beratungsstelle übersenden, damit der Obdachlose die Möglichkeit hat, tatsächlich von dem Schriftstück Kenntnis zu nehmen (vgl. BFH, Beschluss vom 25.02.2016, Rn. 20 f). Gleiches gilt auch dann, wenn Briefe einen obdachlosen Verfahrensbeteiligten nur postlagernd erreichen und die Zustellung an die postlagernde Adresse scheitert. Auch in diesem Fall muss das Gericht das zuzustellende Schriftstück über die Bewilligung der öffentlichen Zustellung hinaus zumindest zusätzlich auch mit einfachem Brief an die postlagernde Anschrift des obdachlosen Verfahrensbeteiligten senden, damit dieser die Möglichkeit hat, tatsächlich von dem Schriftstück Kenntnis zu nehmen und seinen Anspruch auf rechtliches Gehör zu verwirklichen.
Erst wenn solch eine Zustellung nicht erfolgreich war, weil beispielsweise der postlagernde Brief nicht innerhalb der Fristen der deutschen Post abgeholt wurde, ist eine öffentliche Zustellung zulässig.

### Geschichte
Die „poste restante“-Sendungen sind zuerst in Preußen 1824 genannt worden. Zu diesen Zeiten war es aber üblich, die Briefe am Postschalter abzuholen, dort lagen sie bis zu 3½ Monate. Nach 14 Tagen wurden sie in eine Liste eingetragen und drei Monate lang öffentlich ausgehängt.
1875 wurde offiziell die Bezeichnung: „poste restante“ in „postlagernd“ geändert. In der Adresse mussten der Bestimmungsort und der Adressat so bestimmt bezeichnet sein, dass jeder Ungewissheit vorgebeugt wurde. Dies galt auch bei solchen mit postlagernd bezeichneten Gegenständen, für welche die Post Garantie zu leisten hatte. Bei anderen Gegenständen mit dem Vermerk „postlagernd“ durfte, statt des Namens des Adressaten, eine Angabe von Buchstaben oder Ziffern verwendet werden, später auch kleine Sätze. Sendungen mit dem Vermerk „postlagernd“ blieben 3 Monate liegen und wurden erst dann an den Absender zurückgeschickt. 1878 wurde die Sendung einen Monat gelagert. Wenn es sich um eine postlagernde Sendung mit Postnachnahme handelte nur 7 Tage. 1892 erweitert um Sendungen mit lebenden Tieren, die spätestens nach 2 Tagen zurückgingen.
Die Aufbewahrungsfrist betrug seit 1900 a) bei Sendungen mit lebenden Tieren 2 mal 24 Stunden, b) bei Sendungen mit Postnachnahme 7 Tage und c) bei sonstigen Sendungen 14 Tage vom Tage nach dem Eintreffen gerechnet.
Seit dem 12. Dezember 1908 wurden auf Antrag von den Postämtern Postausweiskarten, gegen eine Schreibgebühr von 50 Pf. ausgestellt, die bei allen Postanstalten als Ausweis galten. Ihnen folgte am 1. Juni 1910 Postlagerkarten, die auf Antrag gegen eine Schreibgebühr von 25 Pf. ausgestellt wurden. Postlagerkarten berechtigen zur Empfangnahme gewöhnlicher Briefsendungen, die ohne persönliche Adresse unter der in der Karte angegebenen Nummer eingingen. Bedingung zur Nutzung postlagernder Sendungen war sie nicht.
Zwischen dem 6. Mai 1920 und dem 30. November 1923 wurde ein Zuschlag zur Beförderungsgebühr erhoben. Vom 1. Januar 1922 bis zum 30. November 1923 eine Gebühr, wenn man seine postlagernde Sendung außerhalb der Schalterstunden abholen wollte, oder nach einer solchen nachfragte.
Seit 1929 wurde, unter anderem, für postlagernde Pakete eine Gebühr erhoben, bis zum 1. März 1963. Sie erscheint erst wieder am 1. Juli 1974 als Bereithaltungsgebühr, in Höhe der Paketzustellgebühr. Sie konnte vom Absender vorausentrichtet werden. Postlagerkarten waren in der sowjetischen Besatzungszone nicht zugelassen.
Am 1. Juni 1991 wurde die Postlagerkarte von der Deutschen Bundespost abgeschafft.